# Mood of the Day
Mood of the day (en hangul, 그날의 분위기; romanización revisada, Geunalui Bonwigi) es una película surcoreana de comedia romántica del año 2016 protagonizada por Moon Chae-won y Yoo Yeon-seok.

## Argumento
Kim Jae Hyun (Yoo Yeon-seok) es un talentoso exjugador de basquetbol y actual manejador deportivo que desea convencer a toda costa al novato y prometedor Kang Chul de viajar a EE. UU., por lo que decide viajar a buscarlo a Busan. Bae Soo Jung (Moon Chae-won) es una joven ejecutiva en una agencia de publicidad que quiere asegurarse a Kang Chul como la imagen de su próxima campaña publicitaria, de modo que ella también viaja a Busan para pedirle que firme con su agencia. Ambos se conocen en el viaje a Busan, pero sus personalidades chocan desde el inicio.
Sin embargo, Kim Jae Hyun asegura haberse enamorado a primera vista y pide a Bae Soo Jung pasar con él una noche.

## Reparto
- Moon Chae Won como Soo-jung.
- Yoo Yeon-seok como Jae-hyun.
- Jo Jae-yoon.
- Kim Seul-gi.
- Park Min-woo.
- Lee Yeon-doo como Bo-kyung.[4][5][6][7]
- Kang Soo-jin.
- Lee Un-jung.
- In Gyo-jin como Dong-wook.